# Dysprosium(II)-iodid
Dysprosium(II)-iodid ist eine anorganische chemische Verbindung des Dysprosiums aus der Gruppe der Iodide.

## Gewinnung und Darstellung
Dysprosium(II)-iodid kann durch Reduktion von Dysprosium(III)-iodid mit Dysprosium im Vakuum bei 800 bis 900 °C gewonnen werden.
{\displaystyle \mathrm {Dy+2\ DyI_{3}\longrightarrow 3\ DyI_{2}} }
Auch die Darstellung durch Reaktion von Dysprosium mit Quecksilber(II)-iodid ist möglich.
{\displaystyle \mathrm {Dy+HgI_{2}\longrightarrow DyI_{2}+Hg} }
Ebenfalls möglich ist die direkte Darstellung aus Iod und Dysprosium.
{\displaystyle \mathrm {Dy+I_{2}\longrightarrow DyI_{2}} }

## Eigenschaften
Dysprosium(II)-iodid ist ein dunkelvioletter bis schwarzer Feststoff. Die Verbindung ist äußerst hygroskopisch und kann nur unter sorgfältig getrocknetem Schutzgas oder im Hochvakuum aufbewahrt und gehandhabt werden. An Luft geht sie unter Feuchtigkeitsaufnahme in Hydrate über, die aber instabil sind und sich mehr oder weniger rasch unter Wasserstoff-Entwicklung in Oxidiodide verwandeln. Mit Wasser spielen sich diese Vorgänge noch sehr viel schneller ab. Die Verbindung besitzt eine Kristallstruktur vom Cadmiumchlorid-Typ. Mit organischen Verbindungen wie Tetrahydrofuran, Butanol oder Phenol reagiert die Verbindung zu Komplexverbindungen.

## Verwendung
Dysprosium(II)-iodid wird zur Herstellung von Trichlorsilyl-Radikalen aus Siliciumchlorid zur Katalyse der Cyclotrimerisierung von Alkinen zu substituierten Benzolen verwendet.